# 窝脖
窝脖，北京话读“窝脖儿”，指老北京的搬运工，也称作脚夫。从事搬运服务的铺子被称作脚行。因为用肩膀扛东西的时候，脖子要一边偏，窝着脖子，进而转化为名词，特指搬运工这个职业。老北京交通工具不多，雇佣车辆比较昂贵，所以很多短途搬运，都由人力搬运工来承担，他们窝着脖子扛着货物，奔行在京城的大街小巷。